# Hotelová škola Teplice
Hotelová škola v Teplicích je střední škola. Na této škole se vyučují tyto obory: Kuchař, Číšník, Cukrář,  Hotelnictví a nově Sociální činnost, Škola provozuje jídelnu „U Kantora“, dále pak Školní jídelnu „Čsl. dobrovolců“ s denní kapacitou až 1000 jídel. Tato jídelna slouží zejména pro potřeby Gymnázia Teplice, ale i pro další školy v centru města.

## Historie
Škola zahájila svou činnost dne 1. září 1972 v městě Bílina. Od roku 2006 je tato škola členem Asociace hotelů a restaurací, kdy vedoucí školní jídelny U Kantora je zároveň předsedou severočeské pobočky. Zástupci školy jsou aktivní v profesních asociacích, jako jsou Asociace kuchařů a cukrářů, Česká barmanská asociace, Asociace číšníků ČR a Asociace školních sportovních klubů ČR. Účast v těchto asociacích má velký význam pro další odborný růst celé školy. Dále v roce 2006 přijala škola oficiální název „Hotelová škola“ Na podzim roku 2006 byl zahájen provoz nové jídelny, jež se nazývá "U Kantora" a začátkem roku 2010 byla otevřena nová tělocvična. Ta původní byla přebudována na 4 nové učebny.

## Akce školy
Žáci této školy obsluhují například na Pražském hradě, na Žofíně, v Clarionu, v Obecním domě a v dalších většinou pražských reprezentativních budovách. Nejdůležitější je spolupráce s Pražským hradem, tato tradice trvá od roku 2006 a to hlavně díky manželům Klausovým. V roce 2007 žáci obsluhovali prezidenta Bushe. Dne 26. září 2009 žáci obsluhovali Benedikta XVI., dále pak 20. března 2010 Charlese, prince z Walesu a nejdůležitější akcí byla obsluha 8. dubna 2010 při příležitosti podpisu smlouvy New START, kde 30 žáků hotelové školy obsluhovalo amerického prezidenta Baracka Obamu, ruského prezidenta Dmitrije Medveděva a jejich doprovod.

### Fotogalerie - Pražský hrad

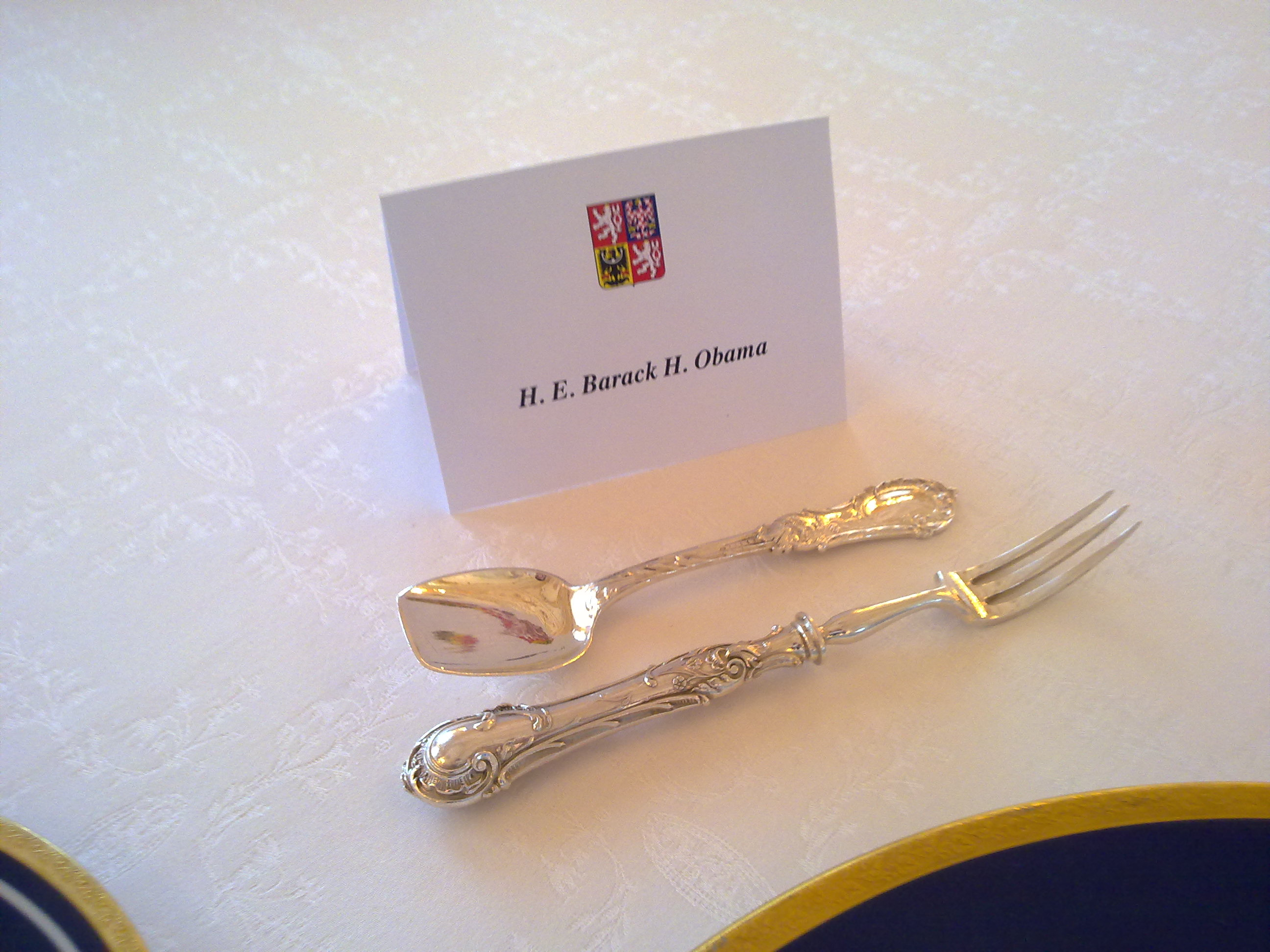
Obama cedulka
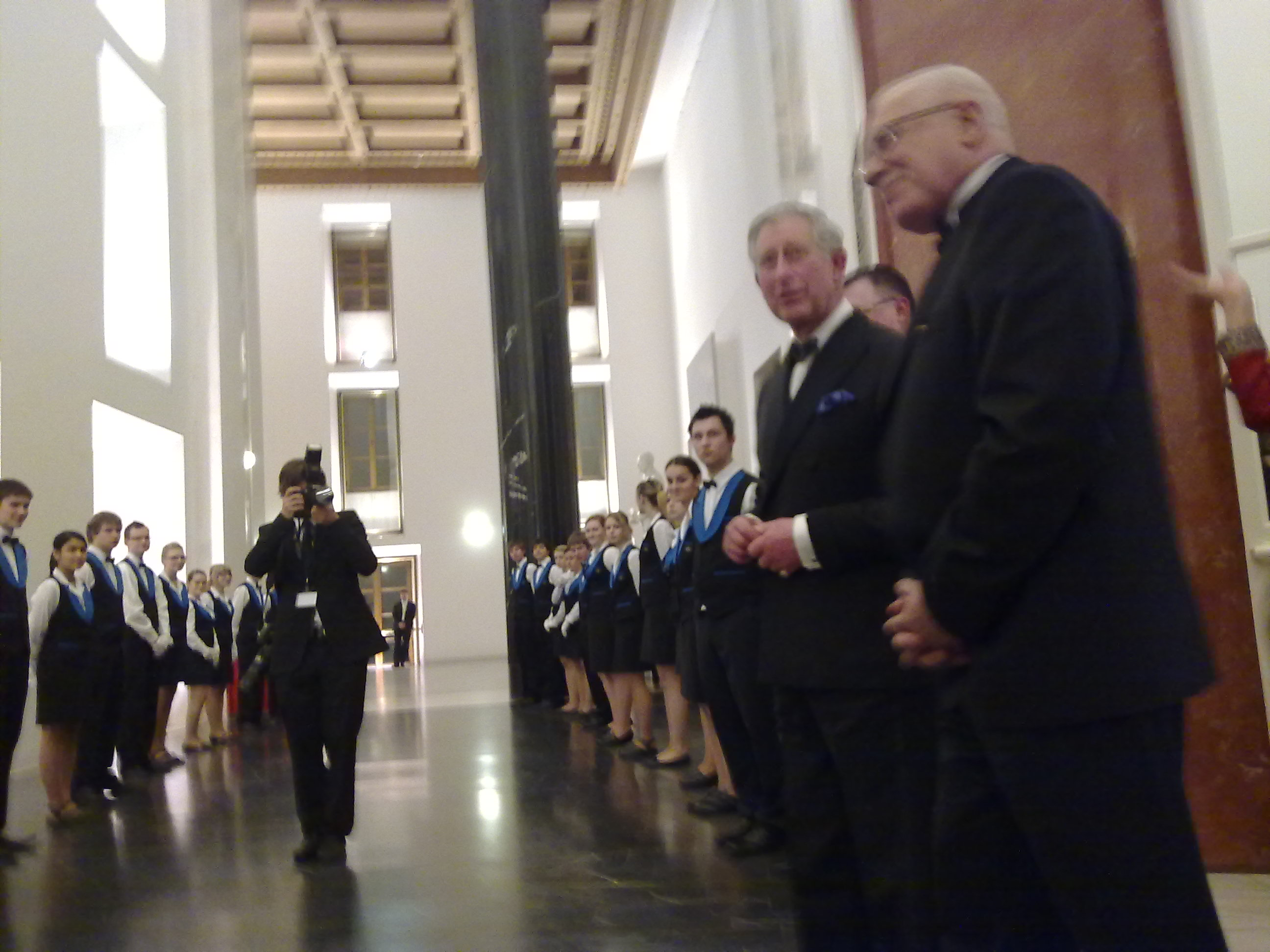
Princ Charles, Václav Klaus a žáci Teplické hotelové školy
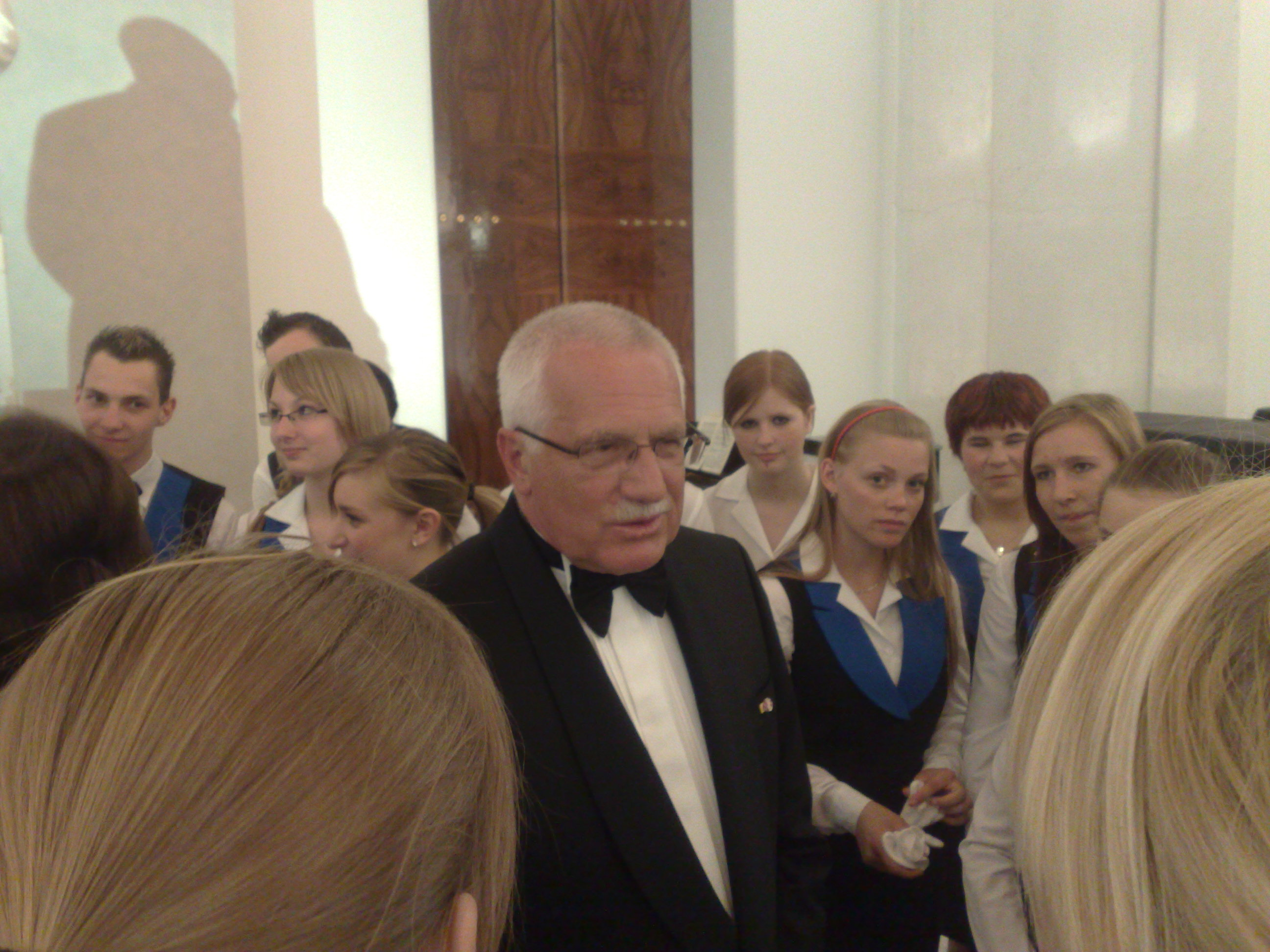
Václav Klaus a žáci Teplické hotelové školy

## Učební obory
Od roku 1972 se vzdělávací nabídka změnila a dnes škola nabízí tyto obory: nyní nově i obor sociální činnosti, který je čtyřletý.
| Obor                                       | Doba studia | Stupeň vzdělání                       | Obor platný od |
| ------------------------------------------ | ----------- | ------------------------------------- | -------------- |
| Kuchař - číšník – Kuchař                   | 3 roky      | střední vzdělání s výučním listem     | 1. září 2009   |
| Kuchař - číšník – Číšník                   | 3 roky      | střední vzdělání s výučním listem     | 1. září 2009   |
| Cukrář - Cukrář                            | 3 roky      | střední vzdělání s výučním listem     | 1. září 2009   |
| Hotelnictví – HOT - Hotelnictví a turismus | 4 roky      | střední vzdělání s maturitní zkouškou | 1. září 2008   |
| Sociální činnost                           | 4 roky      | střední vzdělání s maturitní zkouškou | 1. září 2018   |

## Praxe
Součástí praxe jsou odborné stáže v sousedním Sasku, Walesu a nově v Irsku. Hotelová škola má také mnoho partnerů v Ústeckém kraji i mimo něj. Mezi nejznámější patří Grand hotel Pupp, Hotel Vladimír v Ústí nad Labem, Hotel Prince de Ligne a další.

## Gastrodny
Dlouholetou tradici mají Gastrodny, které jsou přehlídkou dovedností žáků a partnerů této školy. Zde je vidět například slavnostní tabule, barmanskou show, vyřezávaní zeleniny a další zajímavé dovednosti.

## Soutěže
Součástí výuky jsou odborné kurzy barmanů, someliérů a vyřezávání zeleniny včetně úspěšných účastí na soutěžích. Soutěží se pravidelně účastní i kuchaři a cukráři. Škola vychovala řadu odborníků a mistrů v gastronomických oborech. Přehlídka výsledků ze soutěží se pyšní i tituly mistrů České republiky, dosavadním vrcholem je titul vicemistra světa v barmanských soutěžích. V roce 2008 získal absolvent školy Tomáš Prückner 3. místo na soutěži Baccardi na Kubě.

## Zahraniční aktivity
Ze zahraničních aktivit je dominující spolupráce se školami a 8 hotely v sousedním Sasku. Škola úspěšně spolupracuje se zahraničními partnery v rámci projektů PHARE CBC a LEONARDO DA VINCI. Postupem času škola rozšiřuje možnosti zahraničních stáží i v dalších zemí. Již druhým rokem probíhá spolupráce s University of Wales ve Swansea. V létě roku 2008 započala spolupráce se sítí hotelů Clarion v Irsku.

## Mimoškolní aktivity
V mimoškolní činnosti jsou oblíbené lyžařské a vodácké kurzy. Ve třetím ročníku žáci školy absolvují minimálně týdenní poznávací pobyt v zahraničí.